# مسابقة الأغنية الأوروبية 2019
مسابقة الأغنية الأوروبية 2019 هي النسخة الرابعة والستين من مسابقة الأغنية الأوروبية. جرت المسابقة في تل أبيب، إسرائيل، بعد فوز إسرائيل في مسابقة الأغنية الأوروبية 2018 في لشبونة، البرتغال، مع أغنية "Toy" التي تؤديها نيتا بارزيلاي. كانت هذه هي المرة الثالثة التي تستضيف فيها إسرائيل المسابقة، حيث سبق أن استضافتها في عامي 1979 و 1999. أقيمت المسابقة في مركز معارض مدينة تل أبيب. تألفت من نصف نهائي يومي 14 و 16 مايو، والنهائي في 18 مايو 2019. واستضافت العروض الحية الثلاثة إريز طال وبار رفائيلي وعاصي عازر ولوسي أيوب. نظم هذا الحدث الاتحاد الإذاعي الأوروبي واستضافته هيئة الإذاعة العامة الإسرائيلية.
شاركت 41 دولة في المسابقة، مع غياب بلغاريا وأوكرانيا. انسحبت بلغاريا بسبب انتقال أعضاء الوفد إلى مشاريع أخرى، بينما كانت أوكرانيا قد خططت أصلاً للمشاركة في المسابقة لكنها انسحبت بسبب الجدل الذي أحاط بنهائي وطني.
كان الفائز هو هولندا مع أغنية "Arcade"، التي يؤديها دونكان لورنس وكتبتها لورنس، وجويل سجو وووتر هاردي. كان هذا هو فوز هولندا الخامس في المسابقة، بعد فوزها في 1957 و 1959 و 1969 و 1975 ؛ احتلت إيطاليا وروسيا وسويسرا والسويد المرتبة الأولى. وحققت مقدونيا الشمالية وسان مارينو أفضل النتائج على الإطلاق، حيث أنهتا في المركزين السابع والتاسع عشر على التوالي. كانت هذه هي المرة الأولى في مقدونيا الشمالية الأولى منذ انضمامها إلى المسابقة في عام 1998. احتلت إسرائيل المركز الثالث والعشرين في النهائي، مما جعلها المرة الرابعة منذ عام 2015 التي تحتلها الدولة المضيفة في المرتبة الخامسة.
حدث خطأ في التصويت في مسابقة الأغنية الأوروبية لعام 2019. تسبب العد الخاطئ لتصويت الوفد البيلاروسي على التصويت في تعديل نتائج التلفزيون بعد ثلاثة أيام. لم يكن التناقض كبيرًا بما يكفي لتغيير ترتيب أعلى 4 معلنين في الأصل في النتيجة النهائية، والذي يجمع بين تصويت هيئة المحلفين والتليفزيون من قبل الجمهور، ولكن هذا التحديث رأى أن مقدونيا الشمالية هي الفائز الجديد في لجنة التحكيم بدلاً من السويد. يظهر على شاشة التلفزيون، وكانت هناك أيضًا تغييرات طفيفة في المواضع السفلية.

## موقع

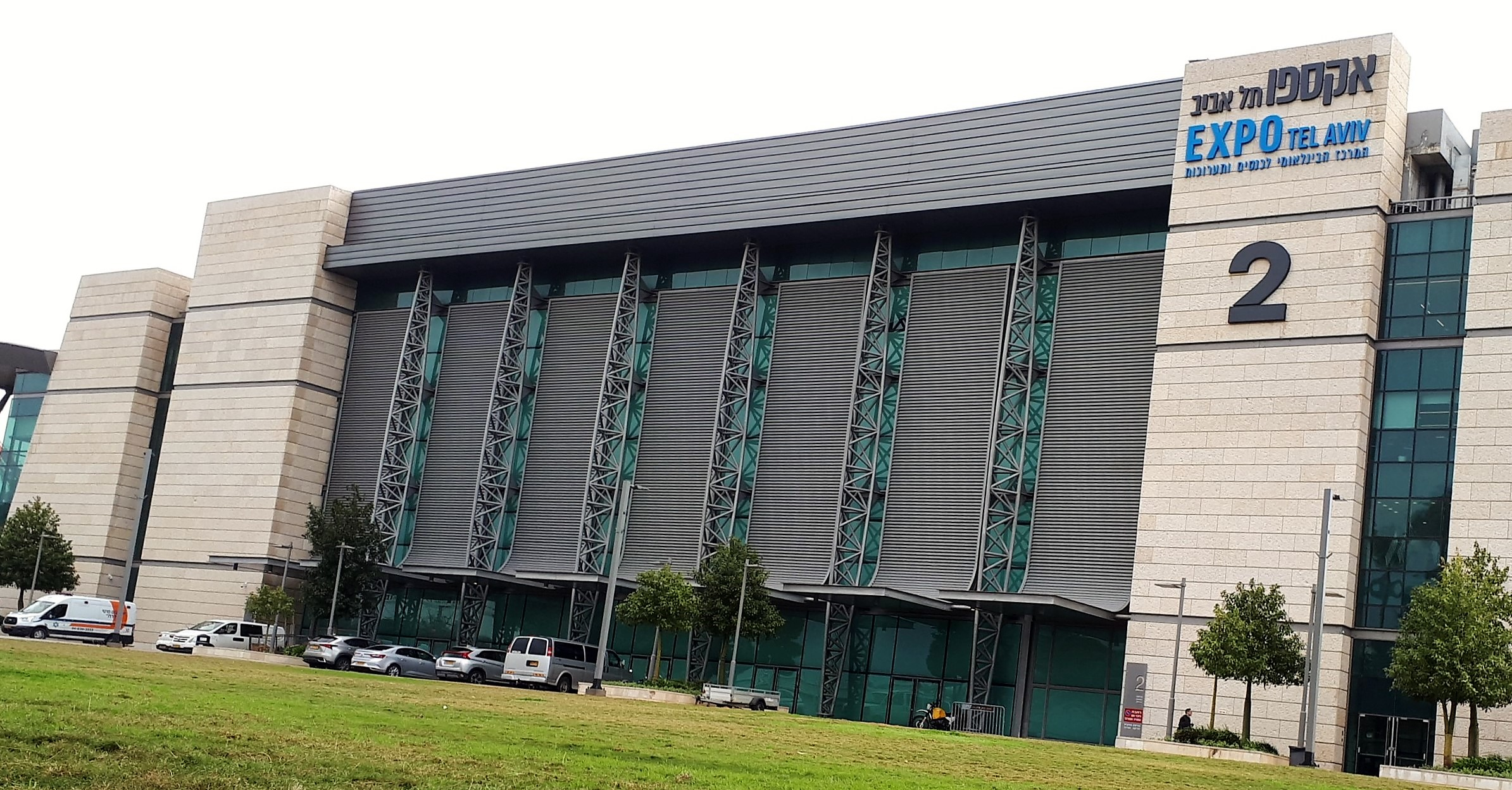
Expo Tel Aviv (Pavilion 2) – host venue of the 2019 contest

جرت مسابقة 2019 في إسرائيل للمرة الثالثة، بعد عامي 1979 و 1999، بعد انتصار الدولة في طبعة 2018 مع أغنية «لعبة»، التي تؤديها نيتا برزيلاي.
جرت المسابقة في مركز اكسبو تل أبيب للمؤتمرات والمؤتمرات الذي يبلغ عدد مقاعده 7300 والمسمى «بيتان 2» (الجناح 2)، والذي تم افتتاحه في يناير 2015. يقع مركز المؤتمرات في شارع روكات في شمال تل أبيب، ويعد مكانًا للعديد من الفعاليات، بما في ذلك الحفلات الموسيقية والمعارض والمعارض التجارية والمؤتمرات. يضم أرض المعارض عشرة قاعات وأجنحة، بالإضافة إلى مساحة خارجية كبيرة. استضاف الجناح الجديد بطولة الجودو الأوروبية 2018 في الفترة من 26-28 أبريل.

## مرحلة تقديم العطاءات واختيار المدينة المضيفة
بعد انتصار إسرائيل في لشبونة، صرحت البرتغال ونيتا برزيلاي ورئيس الوزراء الإسرائيلي بنيامين نتنياهو بأن المسابقة 2019 ستقام في القدس، لكن هذا لم تؤكده بعد مؤسسة البث العامة الإسرائيلية (IPBC / KAN) واتحاد الإذاعات الأوروبية (EBU). صرح وزير المالية الإسرائيلي موشيه كحلون أيضًا في مقابلة أن الحدث سيقام فقط في القدس ويقدر تكلفته بنحو 120 مليون شيقل إسرائيلي (حوالي 29 مليون يورو). ذكر عمدة القدس، نير بركات، القدس أرينا واستاد تيدي كأماكن محتملة لاستضافة الحدث. أكدت بلدية القدس أيضًا أن المسابقة لن تقام في المركز الدولي للمؤتمرات، الذي استضاف مسابقة الأغنية الأوروبية عام 1979 و 1999، بسبب عدم كفاية قدرتها.